# 玛鲁哈日鲁
玛鲁哈日鲁（日语：マルハニチロ）是日本最大海产品公司之一，从事海产品的捕捞和加工，也有物流部门。

## 历史
其前身是1880年建立的大洋漁業（后来的瑪魯哈）和1906年建立的日魯漁業（後來的日魯），2007年10月1日两家公司合并，成立玛鲁哈日鲁控股公司（株式会社マルハニチロホールディングス），2014年4月1日改现名。

## 関連項目
- 大東通商
- 林兼産業

## 外部連結
- 官方网站 （页面存档备份，存于）